# Beebe Plain

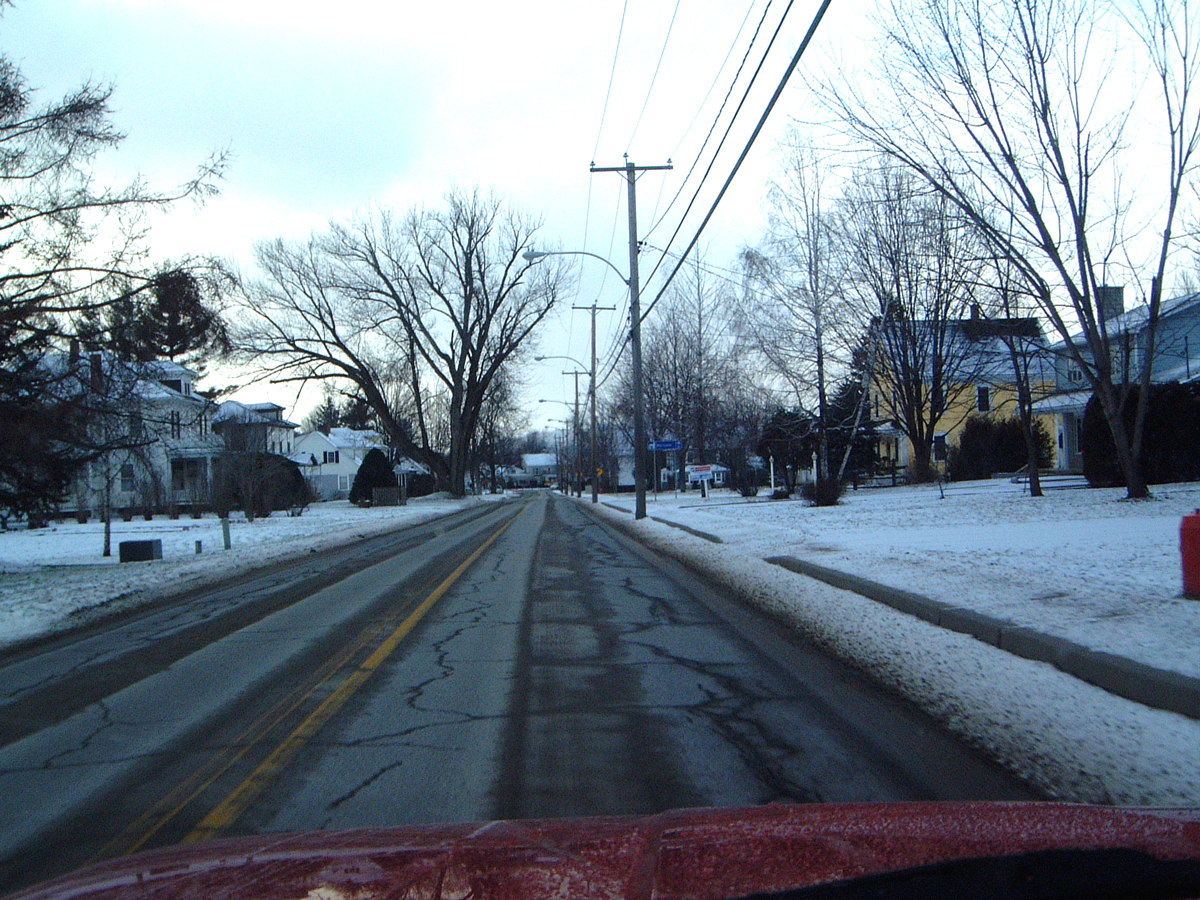
Vista in direzione ovest di Canusa St., il confine è determinato dalla linea gialla sulla strada che rende le case sulla sinistra (lato sud) sotto la legislazione statunitense, mentre quelle sulla destra (lato nord), sotto il governo canadese. Entrambi i lati fanno comunque parte della "comunità" di Beebe Plain.

Beebe Plain è un'area non incorporata situata lungo il confine tra Canada e Stati Uniti, e riguarda ambedue gli Stati. Per la precisione la parte sud è compresa nella area di prossimità di Derby, nella contea di Orleans, nello stato del Vermont, mentre la parte nord invece è nell'area di Stanstead, Québec.

## Storia
Beebe Plain fu fondata nel 1789 da Zeba Beebe, proveniente dal Connecticut.

## Geografia
Di fatto Beebe Plain fa parte di un piccolo gruppo di villaggi che comprende Derby Line e Stanstead. Sorge nei pressi del lago Memphremagog, tra le città di Newport e Magog. Il confine internazionale corre nel mezzo della Canusa Street (Québec Route 247). La linea di mezzeria della strada è il confine. Essendo il Québec francofono, la segnaletica stradale e i nomi delle strade che si dipartono dal lato nord della Québec Route 247 sono in francese, mentre quelle che si dipartono dal lato sud della stessa strada (per gli statunitensi: Canusa Street) sono in inglese.
Una scherzosa leggenda locale narra che i geometri incaricati della tracciatura del confine tra USA e Canada (ufficialmente al 45°00' parallelo Nord) fossero ubriachi, e decidessero di farlo passare nel mezzo del villaggio dove c'è la strada.

## Economia
L'industria più sviluppata è quella legata al granito di Beebe, anche detto "Stanstead Grey Granite", famoso per il suo uso in architettura e per la costruzione di lapidi per tombe.

## Amministrazione

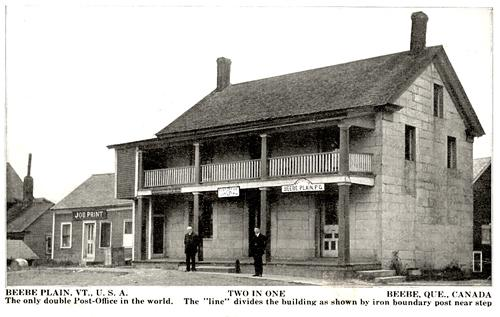
Immagine di inizio '900, con l'Ufficio Postale diviso a metà, davanti allo scalino di accesso il cippo in ferro che indica il confine che divide a metà il fabbricato; notare le due distinte insegne della posta.

Essendo ambedue aree non incorporate (cioè non comprese in un territorio municipale), le due parti, pur appartenendo a nazioni diverse, si gestiscono unitariamente in una sorta di "comunità" amministrativa. Nel 1995 la parte competente al Canada di Beebe Plain è stata associata con il villaggio di Stanstead, mentre la parte statunitense continua a essere autonoma. In passato esisteva anche un Ufficio Postale in comune messo di traverso al confine, il portico di accesso ed il fabbricato erano divisi in due metà: il lato nord era la parte dell'ufficio canadese, quello a sud quello statunitense.